# Добрідор
Добрідор (рум. Dobridor) — село у повіті Долж в Румунії. Входить до складу комуни Моцецей.
Село розташоване на відстані 235 км на захід від Бухареста, 56 км на південний захід від Крайови.

## Населення
За даними перепису населення 2002 року у селі проживала 941 особа, усі — румуни. Усі жителі села рідною мовою назвали румунську.